# Piccolomini

Escudo de la familia Piccolomini.

Piccolomini es el nombre de una familia noble italiana con influencia en Siena desde el siglo XIII (perteneciente a la facción güelfa). Sus orígenes son muy antiguos: un tal Martino di Piccolomo declaraba vivir bajo la ley longobarda en un acto de 1098; un Piccolomo di Montone fue cónsul en 1165. En 1220, Engelberto d'Ugo Piccolomini recibió el feudo de Montertari en Val d'Orcia por parte del emperador Federico II de Hohenstaufen como premio a los servicios prestados. La familia adquirió palacios y torres en Siena y varios castillos en el territorio de la República, como Montone y Castiglione, después vendidos a la ciudad en 1321.
Los Piccolomini amasaron una gran fortuna gracias al comercio y establecieron oficinas contables en Génova, Venecia, Aquileia, Trieste y en varias ciudades francesas y alemanas.
Sustentadores de la causa güelfa, fueron expulsados de la ciudad y sus casas demolidas. Después de la victoria angevina regresaron triunfalmente, pero fueron nuevamente expulsados durante el breve reinado de Conradino de Hohenstaufen, aunque volvieron de nuevo con el apoyo de Carlos de Anjou.

## Miembros destacados
Muchos miembros de la familia fueron eclesiásticos, generales o estadistas. Dos de ellos se convirtieron en papa:
- Enea Silvio Piccolomini (Pío II).
- Francesco Piccolomini (Pío III).

Otros miembros destacados fueron:
- Giovanni Piccolomini, decano del colegio cardenalicio (1543-1547).
- Alessandro Piccolomini (1508-1579), astrónomo.
- Francesco Piccolomini (jesuita) (1582-1651), general de la Compañía de Jesús
- Ottavio Piccolomini, general de la caballería imperial durante la Guerra de los Treinta Años, duque de Amalfi (Pisa, 1600 - Viena, 1656).
- Gioacchino Piccolomini, perteneciente a la orden de los Siervos de María y beato (memoria el 3 de febrero).
- Antonio Todeschini Piccolomini, noble que hizo construir el castillo de Celano.
- Antonio Piccolomini, noble (barón) que hizo construir el castillo de Balsorano.